# 河山村
河山村（かわやまそん）は、山口県玖珂郡にあった村。現在の岩国市美川町にあたる。本項では発足時の名称である河波村（かわなみそん）についても述べる。

## 地理
- 山岳：根笠山
- 河川：錦川

## 歴史
- 1889年（明治22年）4月1日 - 町村制の施行により、四馬神村・添谷村・小川村・波野村の区域をもって河波村が発足。
- 1911年（明治44年）7月1日 - 大字波野を本郷村に編入のうえ改称して河山村となる。
- 1955年（昭和30年）7月20日 - 桑根村と合併して美川村が発足。同日河山村廃止。

## 交通

### 鉄道路線
現在は旧村域に錦川鉄道錦川清流線の河山駅・柳瀬駅が所在するが、当時は未開業。
- 国道187号